# Aceria melicyti
Aceria melicyti är en spindeldjursart som beskrevs av Lamb 1953. Aceria melicyti ingår i släktet Aceria och familjen Eriophyidae. Inga underarter finns listade i Catalogue of Life.